# Ramadhani Nkunzingoma
Ramadhani Nkunzingoma (né le 2 septembre 1977 à Goma à l'époque au Zaïre et aujourd'hui en République démocratique du Congo) est un joueur de football international rwandais, qui évoluait au poste de gardien de but.

## Biographie

### Carrière en club
Ramadhani Nkunzingoma joue au Rwanda et en République démocratique du Congo. Il remporte plusieurs titres de champion.
Il participe à la Ligue des champions d'Afrique.

### Carrière en sélection
Ramadhani Nkunzingoma reçoit 20 sélections en équipe du Rwanda entre 2002 et 2007.
Il participe avec l'équipe du Rwanda à la Coupe d'Afrique des nations 2004 organisée en Tunisie. Lors de cette compétition, il joue trois matchs : contre la Tunisie, la Guinée, et la RD Congo.
Il participe également aux éliminatoires du mondial 2006, avec neuf matchs joués (une victoire, deux nuls et six défaites).

## Palmarès
| APR \| - Championnat du Rwanda (3) : - Champion : 2003, 2005 et 2006. - Coupe du Rwanda (1) : - Vainqueur : 2006. \| \| - Coupe Kagame (1) : - Vainqueur : 2004. - Finaliste : 2005. \| |  | Tout Puissant Mazembe - Championnat de RDC (1) : - Champion : 2007. |
| - Championnat du Rwanda (3) : - Champion : 2003, 2005 et 2006. - Coupe du Rwanda (1) : - Vainqueur : 2006.                                                                              |  | - Coupe Kagame (1) : - Vainqueur : 2004. - Finaliste : 2005.        |